# Marie-Anne Pierrette Paulze
Marie-Anne Pierrette Paulze, épouse Lavoisier, puis comtesse de Rumford, née à Montbrison le 20 janvier 1758 et morte à Paris le 10 février 1836, est une scientifique et une illustratrice française.
Elle fut l'épouse et la collaboratrice du chimiste Antoine Lavoisier (1743-1794).

## Biographie

### Enfance
Marie-Anne Pierrette Paulze, née à Montbrison le 20 janvier 1758, est la cadette d'une fratrie qui compte déjà trois fils. Elle est la fille du fermier général Jacques-Alexis Paulze, écuyer, et de Claudine Thoynet, son épouse. Elle perd sa mère à l'âge de trois ans. Son père lui fait faire ses études au couvent de la Visitation de Montbrison, afin qu’elle y reçoive l’éducation classique d’une jeune fille de la haute bourgeoisie. Elle y forge son caractère, s’intéressant particulièrement aux sciences et au dessin.

### Mariage précoce
En 1771, alors qu'elle a treize ans, son grand-oncle l'abbé Terray, devenu contrôleur général des finances, se met en tête de lui faire épouser un homme de 50 ans, le comte d'Amerval. Ce dernier, gentilhomme sans état, est le frère de la baronne de La Garde,  qui a une grande influence sur l'abbé. Jacques Paulze ne craint pas, au risque de compromettre sa fortune, de résister aux volontés de son oncle, le tout-puissant contrôleur des finances, dont il dépend comme fermier général. Après une première réponse dilatoire, il lui écrit une lettre soulignant l’« aversion décidée » de sa fille pour d'Amerval « fol d’ailleurs, agreste et dur, une espèce d’ogre », selon les mémoires de l'abbé. L'abbé Terray menace Paulze de lui retirer la direction du département du tabac, avant de se raviser, sur les instances de Michel Bouret, alors fermier général, qui prend la défense d’un collègue dont l’activité et l'intelligence sont nécessaires à la compagnie. Comme l'abbé persiste dans ses projets de mariage, Paulze, redoutant de nouvelles sollicitations, se résout à marier sa fille le plus tôt possible, pour la soustraire aux poursuites d’Amerval.
Au mois de novembre 1771, son mariage avec Antoine Lavoisier, lui aussi fermier général, est décidé, ils se fiancent. L'abbé Terray accepte la situation sans récriminer et rend ses bonnes grâces à son neveu, promettant non seulement d’assister à la signature du contrat, mais voulant que le mariage soit célébré à la chapelle du contrôle général. Paulze n’a pas à ce moment une grande fortune : les premières années de sa gestion comme fermier général lui ont laissé un déficit plutôt qu’un bénéfice ; aussi ne donne-t-il à sa fille qu’une dot de 80 000 livres, sur lesquelles 21 000 sont payées comptant. Le mariage est célébré le 16 décembre 1771 à Paris, dans la chapelle de l’hôtel des finances de la rue des Petits-Champs. Les jeunes époux vont habiter une maison de la rue Neuve-des-Bons-Enfants, près du Palais-Royal, avec Lavoisier père et Mme Punctis.

### Ascension du couple Lavoisier
En 1775, Antoine Lavoisier prend la direction de la Régie des poudres et du salpêtre. Le couple s'installe dans le logement de fonction à l'Arsenal. Lavoisier installe un laboratoire sous les combles. Malgré ses fonctions à la ferme générale et à la Régie, il s'adonne à ses recherches personnelles. Marie-Anne Paulze l'assiste, note les expériences et les résultats. Avec Samuel Dupont, ami du couple, Lavoisier constate le retard de l'agriculture française. Il lance une expérience pour améliorer le rendement agricole sur un territoire de 1 000 hectares qu'il confie à sa femme. La production de blé augmente mais l'exploitation n'est pas rentable.
Le couple n’a pas d'enfant. En 1781, Marie-Anne Paulze devient l'amante de Samuel Dupont. Né en 1739, il est de 20 ans son aîné et plus âgé que son mari. Ils mettront fin à cette relation en 1798. Elle continue à collaborer à l'œuvre scientifique de son mari, en traduisant en français diverses publications, et en dessinant toutes les planches illustrant son Traité élémentaire de chimie (1789).
En 1787, elle accompagne Antoine Lavoisier pour la session de l'assemblée provinciale d'Orléans. Elle rédige deux enquêtes économiques et fiscales. En 1788, la réussite du couple Lavoisier est à son apogée. Marie-Anne Paulze demande à Jacques-Louis David un grand portrait du couple, qu'elle paie la somme considérable de 7 000 livres. Ce portrait, un chef-d’œuvre de la peinture néo-classique, est conservé à New York au Metropolitan Museum of Art.

### La Révolution française
Les Aides et Traites intérieures sont abolies en octobre 1790 et la gabelle le 20 mars 1791, de facto la Régie des Aides et la Ferme générale n'existent plus.
Antoine Lavoisier renonce à la direction de la régie des poudres et salpêtres. Le couple est contraint de quitter l'Arsenal. Trois ans plus tard, s'ensuit une série de procès et d'exécutions. Le 24 novembre 1793, 19 fermiers généraux sont arrêtés. Antoine Lavoisier et son beau-père, Jacques Paulze, se livrent quatre jours plus tard, le 28 novembre 1793, pensant être à même de justifier de leur gestion. Leurs biens sont saisis et inventoriés. Ils sont jugés et exécutés le 8 mai 1794 avec 26 autres fermiers.
La condamnation et l’exécution de son père et de son mari le même jour sont pour Marie-Anne Paulze un choc extraordinaire qui la marque à jamais. Arrêtée le 24 juin 1794, elle est incarcérée. À la suite des lettres de protestation qu’elle envoie en août au comité de surveillance de la Section des Piques, au Comité de salut public et au Comité de sûreté générale, elle est relâchée le 17 août, après 65 jours de détention. Elle est démunie par le séquestre de tous ses avoirs. En août 1795, elle peut finalement récupérer le domaine de Freschines, commune de Villefrancœur, dans le Loir-et-Cher. Ses biens, les instruments et les notes scientifiques de son mari ne lui reviendront qu'en avril 1796. Dans un virulent mémoire, signé par plusieurs veuves et enfants de condamnés, elle dénonce l'acharnement de André Dupin de Beaumont (1744-1833), le député de l'Aisne responsable des exécutions, ancien employé des fermiers généraux,,.

### L'après-Lavoisier
Malgré l'obstacle financier, Marie-Anne Paulze organise la publication des derniers mémoires de Lavoisier, Mémoires de chimie, une compilation de ses papiers et ceux de ses collègues démontrant les principes de la nouvelle chimie. Le premier volume contient les travaux sur la chaleur et la formation de liquides, tandis que le second traite des notions de combustion, de l'air, de la calcination des métaux, de l'action des acides et la composition de l'eau. Dans la copie originale, elle écrit la préface et attaque les révolutionnaires et les contemporains de Lavoisier, qu'elle croit être responsables de sa mort.
Les ayants droit des fermiers obtinrent satisfaction et furent réintégrés dans leurs droits sous la seconde Restauration.
Son salon reste très fréquenté et c'est là qu'elle rencontre Benjamin Thompson, comte de Rumford, qu'elle épouse le 22 octobre 1805. Ils se séparent le 30 juin 1809.
Elle meurt le 10 février 1836 et est inhumée à Paris au cimetière du Père-Lachaise (13e division), à Paris,.

## Contributions à la chimie
Lorsque Lavoisier publie en 1774 un premier ouvrage scientifique, Opuscules physiques et chimiques, celui-ci déclenche des polémiques et Marie-Anne Paulze demande à son époux de lui enseigner la chimie. Formée par Bucquet, ami et collaborateur de son mari, elle assimile vite les idées de son mari.
À partir de 1777, elle devient rapidement une collaboratrice indispensable, son rôle dépassant largement celui d’une épouse dévouée. Le couple se lève à 5 heures et travaille dans le laboratoire de 6 à 9 heures et de 19 à 21 heures,. Son écriture apparaît fréquemment dans les registres de laboratoire, mêlée à celle d’Antoine Lavoisier et de ses collaborateurs.

### Traduction d'ouvrages scientifiques
Marie-Anne Paulze prend des leçons de latin auprès de son frère Balthazar Paulze, ; elle apprend également l'anglais et l'italien, et peut ainsi traduire les œuvres de Priestley, de Cavendish, d’Henry et des autres chimistes européens,.
En 1788, sa traduction de l’Essai sur le phlogistique du chimiste irlandais Richard Kirwan permet à Lavoisier, aidé par Guyton de Morveau, Laplace, Monge, Berthollet et Fourcroy, de réfuter chacun des arguments de l'Essai et de publier en 1789 son Traité élémentaire de chimie, qui nie l'existence du phlogistique. L'ouvrage comprend également trois notes du traducteur, c'est-à-dire de Marie-Anne Paulze. Elle traduit aussi, en 1790, De la force des acides et de la proportion des substances qui composent les sels neutres, de Kirwan, et publie sa traduction dans les Annales de chimie,.

### Illustrations scientifiques

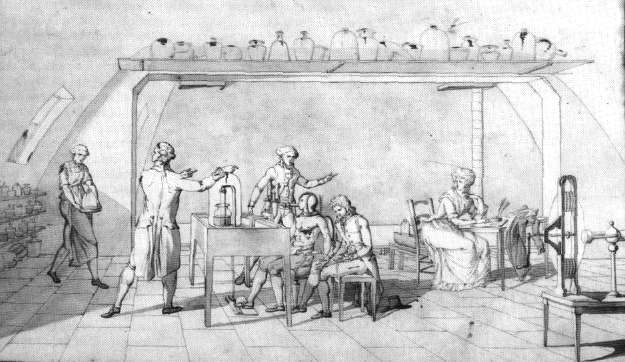
L'Homme au travail Illustration réalisée par Marie-Anne Paulze dans le laboratoire de son mari.

Habile dessinatrice,, elle perfectionne son art auprès du peintre Jacques-Louis David (1748-1825), qui réalise en 1788 un tableau du couple Lavoisier aujourd'hui conservé au Metropolitan Museum of Art de New York. Ainsi, « l’œuvre picturale de Marie-Anne démontre définitivement que les arts et les sciences sont inextricablement liés et qu’il est avantageux de le reconnaître », remarque Jacques G. Ruelland.

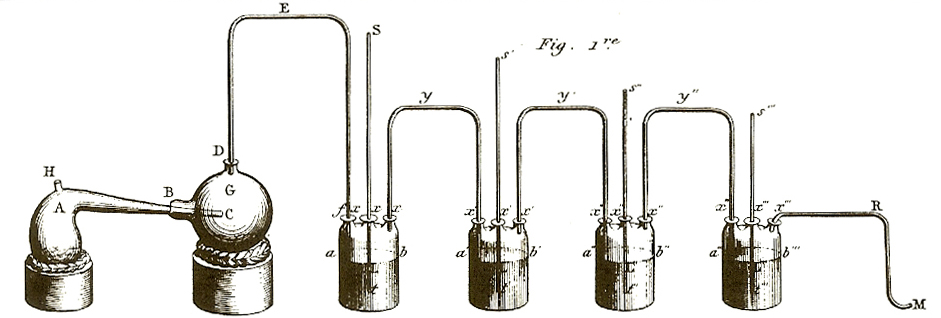
Traité élémentaire de chimie, extrait du tome I Pl. IV Fig. 1. dessinée par Marie-Anne Pierrette Paulze.

Les treize gravures sur cuivre, signées « Paulze Lavoisier Sculpsit », qui ornent le Traité élémentaire de chimie sont de sa main, ainsi que toutes les esquisses qui ont précédé l’épreuve finale. En plus de ces illustrations, elle grave au moins deux scènes prises sur le vif dans le laboratoire, illustrant les expériences que Lavoisier fait sur la respiration en compagnie de Pierre-Simon de Laplace et Armand Séguin. Dans ces deux scènes, L’Homme au travail et L’Homme au repos, Marie-Anne Paulze se dépeint elle-même, à l’arrière-plan, en secrétaire consignant des notes dans les registres du laboratoire,.